# Gensyn med Danmark
Gensyn med Danmark er en dansk dokumentarfilm fra 1964 instrueret af Hans Christensen og Margot Christensen.

## Handling
En film om dansk industri.

## Medvirkende
- Søren Elung Jensen
- Knud Lang